# Billbergia sanderiana
Billbergia sanderiana là một loài thực vật có hoa trong họ Bromeliaceae. Loài này được E.Morren mô tả khoa học đầu tiên năm 1884.